# جيم هولواي
جيم هولواي (بالإنجليزية: Jim Holloway)‏ هو متسلق صخور ‏ أمريكي، ولد في 1954م.